# CSI犯罪現場 (遊戲)
《CSI犯罪現場》（CSI: Crime Scene Investigation）是一套基於電視劇《CSI犯罪現場》的電腦遊戲。該遊戲由369 Interactive開發，Ubisoft發行，PC平台，2003年發表，並由Aspyr於Mac上發行。
这款遊戲與《CSI犯罪現場：黑暗動機》、《CSI犯罪現場：謀殺的三維》及《CSI犯罪現場：邁阿密》一樣，跟隨五個佈局截然不同的案件，然後在第五個案件中連接之前的四個案件。

## 案件

### 案件1 -Inn & Out
一名遭謀殺的女性受害者發現她被丟到草丝里。這個任務的第一部份由一個外部的聲音作敍述你該怎樣做。後期你得到自行探索證物的自由並在吉爾·葛瑞森旁邊工作。

### 案件2 -Light My Fire
一名生意人家中的辦公室發生火災。玩家與莎拉·賽德爾於本案中一起工作。標題參考自門戶樂隊（The Doors）的同名歌曲。

### 案件3 -Garvey's Beat
你必需調查一個警察的死亡。玩家與尼克·史多克斯於本案中一起工作。

### 案件4 -More Fun Than a Barrel of Corpses
一個奇怪的電話打到CSI的接線總機。緊接着的調查中玩家偶然發現一具在桶中的屍體。玩家與華瑞克．布朗於本案中一起工作。

### 案件5 -Leda's Swan Song
葛瑞森失蹤，而玩家的工作是找到他。這案件提供了與凱薩琳·韋羅斯合夥重新檢查案件1與4犯案現場的機會。

## 评价
该游戏在不同平台上评分有较大差异，但商业上取得了较大的成功。NPD集团将其评为2003年4月第一周销量第三好的美国游戏，到月末还维持在全美第7的水平。平均零售价为30美元。

## 外部連結
- GameSpot上CSI犯罪現場的評論（页面存档备份，存于）